# Novoselîțea, Sumî
Novoselîțea (în ucraineană Новоселиця) este un sat în comuna Verhnea Sîrovatka din raionul Sumî, regiunea Sumî, Ucraina.

## Demografie
Componența lingvistică a localității Novoselîțea
     Ucraineană (93,81%)
     Rusă (6,19%)
Conform recensământului din 2001, majoritatea populației localității Novoselîțea era vorbitoare de ucraineană (93,81%), existând în minoritate și vorbitori de rusă (6,19%).